# Közönséges rétisáska
A közönséges rétisáska (Pseudochorthippus parallelus) a sáskafélék családjába tartozó, Eurázsiában honos sáskafaj.

## Megjelenése
A közönséges rétisáska testhossza a hím esetében 13-16 mm, a nőstény 18-22 mm. Viszonylag kis termetű, karcsú alkatú faj. Alapszíne igen változatos lehet, többnyire teljesen zöld vagy zöld, de a háta barna. Előfordulnak okkersárga, barna, vöröses vagy lilás színváltozatok is. A potroh oldala gyakran sötét (vagy akár fekete), egyes populációiban a hímek potrohvége narancsos-vöröses lehet. A torpajzs élei egyenesek vagy kissé befelé ívelnek. A hímek csápjainak vége némileg kifelé görbül. A hátsó térdek sötétek. A hímek szárnya eléri a potrohvéget, a hátsó szárnyak kb. az első szárnyak felénél (még a stigmafolt előtt) érnek véget. A nőstények szárnya jóval rövidebb, kb. a harmadik potrohszelvényig ér. A hosszúszárnyú változat viszonylag gyakori. A nőstények tojókampói rövidek, alig látszanak a potroh végén. Az Alpok magasabb régióiban élő példányok sötétebbek, torpajzs-éleik íveltebbek, a nőstények szárnya és tojókampója hosszabb; összességében nehezebb elkülöníteni a közeli rokon lápréti sáskától. 
Éneke közepesen hangos. A ciripelés 1-4 másodpercig tartó strófákból áll, melyek nagyjából szabályos időközönként követik egymást.

### Hasonló fajok
A lápréti sáska hasonlít hozzá, amellyel közös élőhelyen is előfordulhat és a két faj hibridizálódhat.

## Elterjedése
Eurázsiában honos, Dél-Spanyolországtól egészen Mongóliáig. Európában a Brit-szigeteken (az Ír-sziget kivételével) és északon Lappföldig is megtalálható általánosan elterjedt és gyakori sáska. Magyarországon mindenütt előforduló, gyakori faj. 

## Életmódja
Élőhelyét illetően nem válogatós, szinte mindenféle füves területen, gyepekben, legelőkön, tisztáson, nedves réten, útszélen egyaránt megtalálható kb. 2500 méteres magasságig. Csak a nagyon száraz vagy nagyon ritkás vegetációjú élőhelyeket kerüli. Különféle füvekkel táplálkozik. 
Kifejlett egyedeivel júniustól novemberig találkozhatunk. A nőstény lehetőleg közepesen nedves talajba rakja petéit 8-9-es csomagokban. Egy vagy két telelést követően a petékből tavasszal kelnek ki a lárvák, amelyek a hímek esetében négyszer, a nőstényeknél négyszer vagy ötször vedlenek.
Magyarországon nem védett.

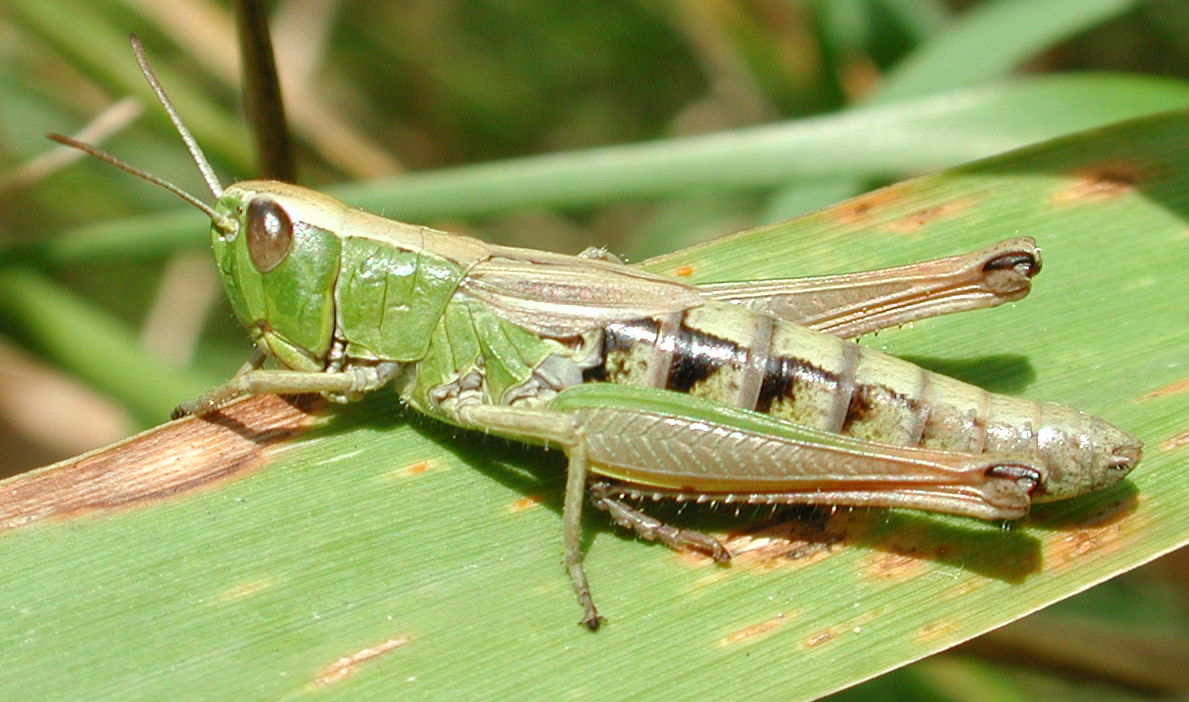
Nőstény
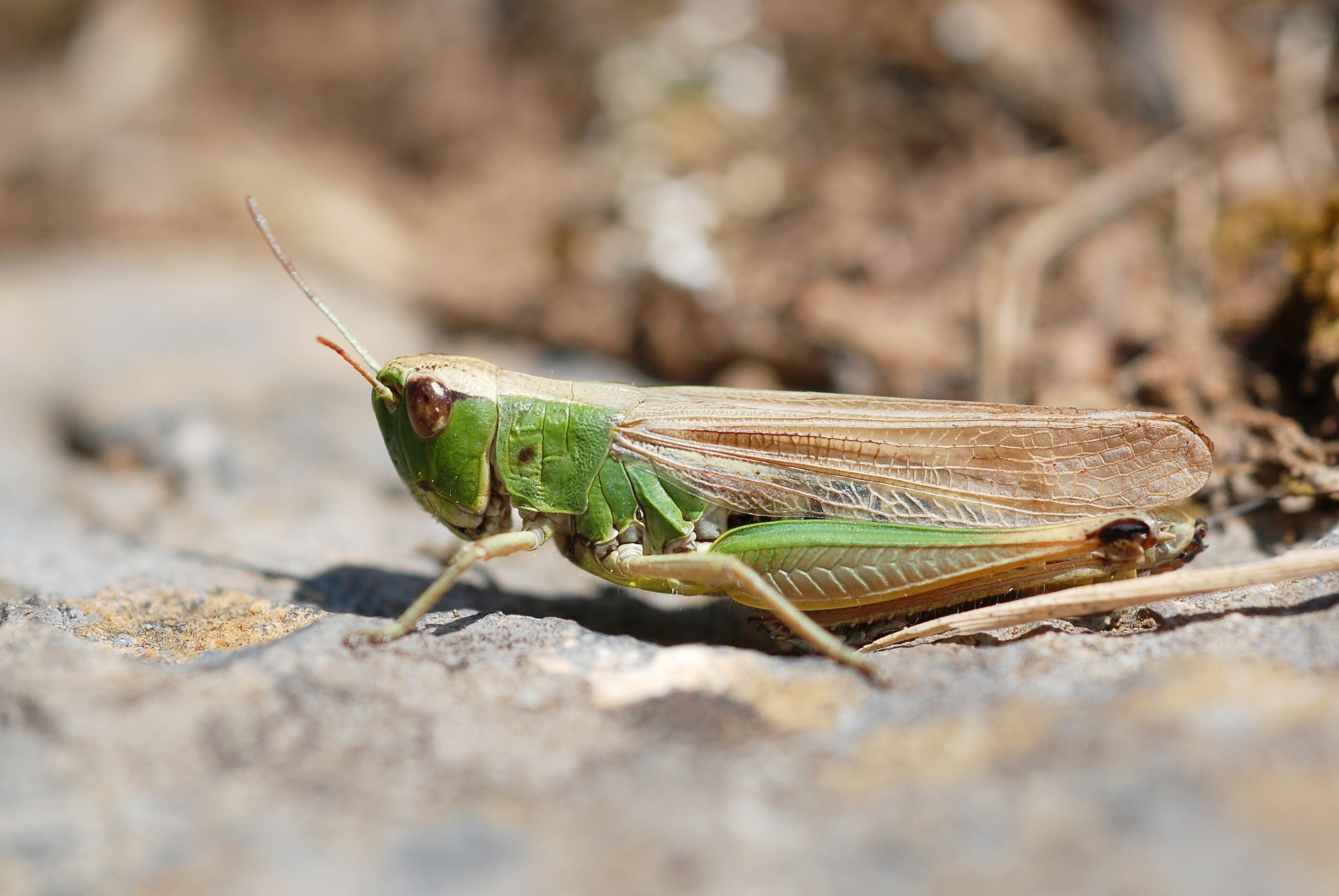
Hosszúszárnyú nőstény
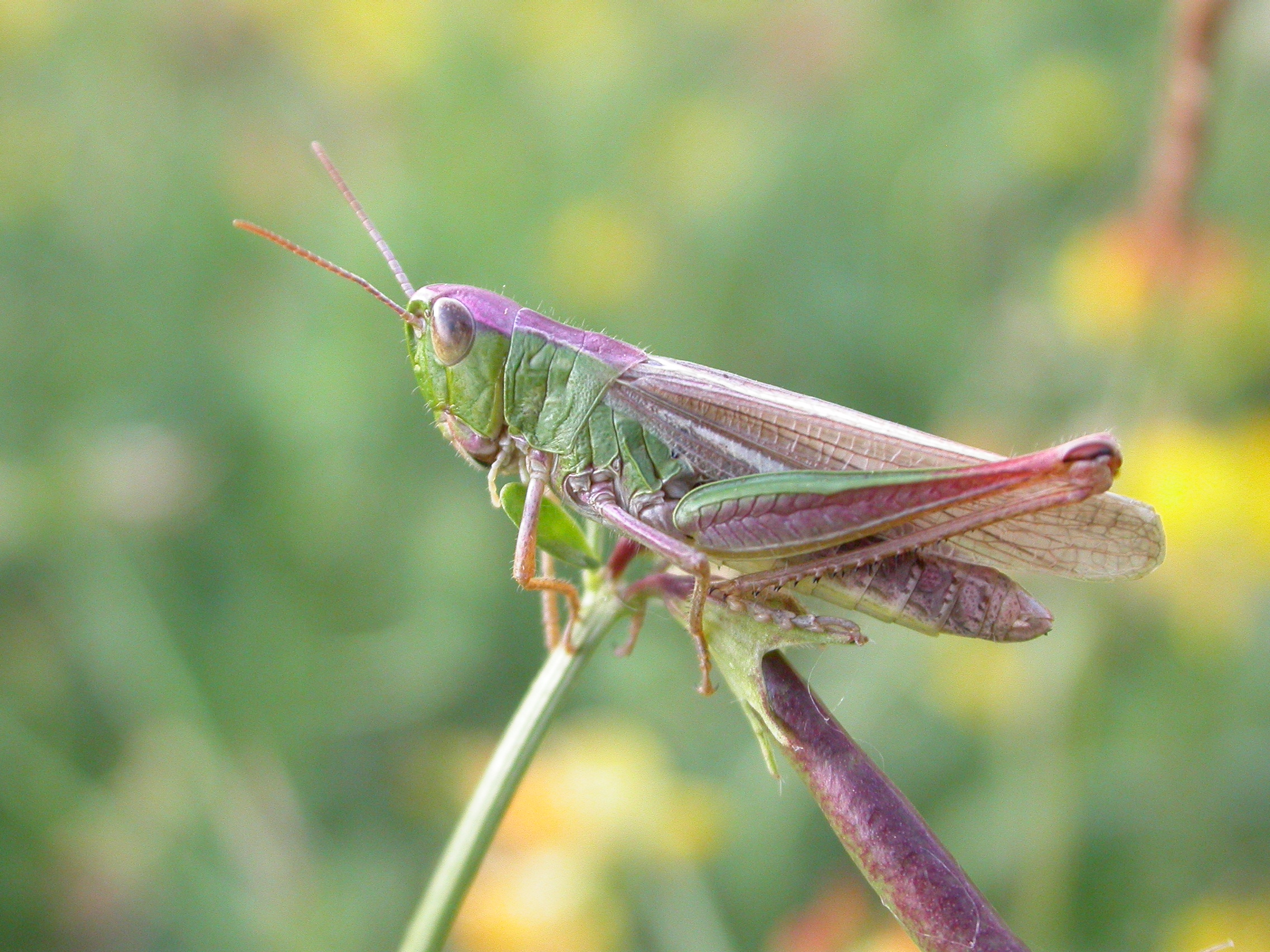
Hosszúszárnyú, lilás nőstény
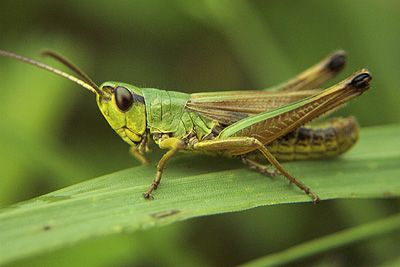
Hím
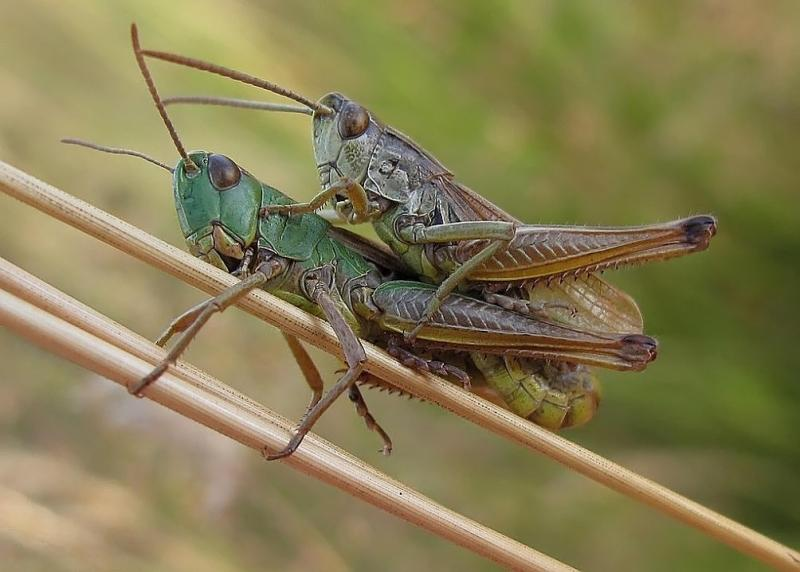
Párzó sáskák